# Рудзитис, Рихард Яковлевич
Рихард Яковлевич Рудзитис (латыш. Rihards Rudzītis; 19 февраля 1898, Меллужи, Российская империя — 5 ноября 1960, Рига, СССР) — латышский и советский поэт, писатель, переводчик, философ, общественный деятель.

## Биография

### Детство и юность
Рихард Рудзитис родился 19 февраля 1898 года в посёлке Меллужи, в крестьянской семье. Кроме Рихарда, у Якова и Екатерины Рудзитис были ещё двое детей: старшая дочь Фрида и средний сын Густав.
С детства детей Рудзитисов приучали к труду на земле: их родители имели небольшое хозяйство, выращивали ягоды и овощи, но устремления юного Рихарда были направлены в высокие сферы, что проявилось уже в школьные годы.
Учился мальчик сперва в местной приходской школе, а затем с 1909 года в гимназии Л. Берзиня в соседнем поселке Дубулты. Именно в это время была заложена основа для его глубокого интереса и склонности к литературе. Он много читал, хотя, по собственному признанию, его скорее привлекало оформление и внешний вид книги, нежели её содержание. В этот же период Рихард начинает писать стихи, очерки, рассказы и даже романы, пробует себя на ниве литературной критики.
Осенью 1915 года, в самый разгар Первой мировой войны, когда немецкая армия подошла к Меллужи, юноша был вынужден один уехать в Юрьев (Дерпт), где поступил в Николаевскую гимназию. Некоторым облегчением его одиночества в чужом городе и трудного материального положения стал перевод в эвакуированную из Дубултов гимназию для беженцев. Помимо прочего, это дало ему возможность переехать со съёмной квартиры в интернат Шмидхена.
После окончания гимназии Рихард поступил в Юрьевский университет, где до 1918 года изучал классическую филологию. Он продолжает писать стихи и делает переводы. В 1916 году латышская газета «Яунас вардс» («Новое слово») публикует на своих страницах одно из его стихотворений — «Вечная молодость», а в 1918 году в студенческом журнале «Яунатне» появляется стихотворение «Вечный пророк» и сделанные Рудзитисом переводы 20 стихов Р. Тагора.

### Военная служба
1 октября 1919 года, вскоре после возвращения в Латвию, охваченную военным противостоянием между войсками правительства К. Ульманиса и немецкими отрядами, Рудзитис был мобилизован в армию Ульманиса, но уже в конце месяца по состоянию здоровья (у него было больное сердце) переведён в трудовую роту. В конце декабря он перешёл на службу в штаб, а затем — писарем в военное училище.

### 1920-е годы
В 1920 году Рихард Яковлевич начинает учиться на философском факультете Латвийского университета. В этот же университет на химический факультет поступила и Вера Лединь, девушка, которую он, ещё учась в гимназии, случайно встретил на теплоходе. Это была его первая юношеская влюблённость. Как Рудзитис позже запишет в своём дневнике, «он жил любовью, которая вдали, жил мечтой о любви». Ей же он дарил и свои стихи: такие его произведения, как «В колыбели Вселенной», «В звёздных сферах», «Зов», «Расширяясь» и другие стали своеобразным подношением его Прекрасной Даме.
В апреле 1920 года перешёл на должность корректора в газете «Латвияс Карейвис». Однако уже в октябре в связи с сокращением штата отдела информации газеты он был переведён в Государственную библиотеку Латвии с более жёстким графиком работы.
Не оставлял Рихард Яковлевич и литературу: писал рецензии, статьи для печати, стихи, делал переводы, составлял поэтические антологии. В 1922 году вышел его первый сборник поэзии «Песни человека». Через год увидела свет брошюра, посвящённая творчеству Р. Тагора «Солнечная культура». На основе книжных собраний Латвийской библиотеки он собрал поэтическую антологию «Святилище», изданную в 1925 году. В 1927 г. публикуются переводы древнегреческой поэзии Сафо, Алкея, Мелеагра, Гомера «Мелодии пчёл».

### Спутница жизни
В марте 1922 года по случаю выхода сборника стихов «Песни человека» Рудзитис неожиданно получил три розы от своих знакомых, среди которых была начинающая актриса Элла Страздынь. «Роковой день!» — написал он позднее в своём дневнике. Элла стала именно тем человеком, с которым, по образному выражению Рихарда Яковлевича, можно «„взбираться в горы“, идти спокойно ясной дорогой, каким бы ни стал весь мир». Они поженились в ноябре 1926 года, и Элла Рейнгольдовна, оставив сцену, стала его поддержкой и вдохновением на тридцать с лишним лет. Ей он посвятил вышедший в 1933 году сборник «Прекрасной душе».

### Поиски истины
Благодаря знанию языков Рудзитис получил возможность ознакомления с трудами многих восточных философов, которые расширили область его религиозно-философских исканий.
В конце 1929 — начале 1930-х годов Рихард активно посещает собрания кружка Учения Живой Этики у Феликса Лукина, общество кришнамуртистов, занятия последователей движения Донова. 16 сентября 1930 года он подписал устав Общества друзей Музея Рериха. В 1931 году Рудзитис успешно сдал экзамены и окончил философский факультет Латвийского университета. Свою дипломную работу он посвятил вопросам красоты, религии, добра и их взаимосвязи.

### Деятельность в Латвийском рериховском обществе
Около 1932 года Рихард Яковлевич начал принимать самое активное участие в издательской работе Общества. Много своих сил и времени вложил он в издание книг «Агни-Йога», «Знамя Преподобного Сергия Радонежского», «Задачи женщины новой эпохи», репродукций картин Н. К. Рериха. При этом он продолжал делать переводы книг Учения Живой Этики, отсматривал массу корректур. Была ему поручена и продажа книг, что неизменно вызывало у Рудзитиса много затруднений и было почти несовместимо с особенностями его натуры, но он старался воспринимать его как способ закалки своего характера и практической деятельности. В это же время он подготовил для печати поэтическую антологию, посвящённую матери («Книга о Матери»), которая вышла в марте 1932 года.
В 1933 году у Рихарда Яковлевича родилась дочь Гунта. В марте 1934 года после тяжёлой болезни ушёл из жизни председатель Общества Феликс Денисович Лукин. Его место занял Карл Стуре, а на Рудзитиса легли дополнительные организационные обязанности.
В это время Рудзитис подготовил поэтическую антологию «Красота духа», сборник эссе о европейских деятелях культуры «Мыслители и воители», завершил книгу о Р. Тагоре, перевёл очередную книгу Учения Живой Этики — «Иерархия». Рихард Яковлевич неоднократно торопил типографии с набором текстов, тщательно выбирал шрифты, бумагу, следил за качеством печати и оформлением, исправлял ошибки и огрехи печати.
Получив разрешение на своё издательство «Красота утра», Рихард Яковлевич выпустил в нём монографию «Николай Рерих — водитель Культуры» (1935 г.) с репродукциями картин Н. К. Рериха и переводами его стихов, книги Учения Живой Этики «Мир Огненный» и «Иерархия». В 1936 году выходят третья часть «Мира Огненного» и «Община».
В июле Рижская префектура дала разрешение на регистрацию издательства «Угунс» (по-латв. огонь), где вскоре увидели свет книга Учения Живой Этики «Аум», книга Рудзитиса «Сознание Красоты спасёт», сборники очерков Н. К. Рериха «Врата в будущее» и «Нерушимое».
В ходе временного организационного разлада на годовом собрании Общества в 1936 году Карл Стуре ушёл с поста председателя. Избранное правление назначило на его место Рихарда Яковлевича. С этого момента новые обязанности и стремление отдать Обществу свои лучшие проявления отнимают все силы Рудзитиса.

### На посту председателя Латвийского рериховского общества
В январе 1937 года родилась его вторая дочь Илзе. Радость от прихода нового «гостя Горнего Мира», как он поэтично называл своих дочерей, принесла свои плоды: был подготовлен и опубликован сборник «Свет сердца» о Ф. Д. Лукине, издана «Тайная Доктрина» Е. П. Блаватской, книги Учения Живой Этики «Надземное» и «Братство».
Вообще этот год был ознаменован широкой деятельностью вверенного Рудзитису Общества. К запланированной на апрель конференции стран Балтии Рихард Яковлевич предложил всем обществам Рериха в Балтийский странах действовать совместно и подать своим министрам иностранных дел меморандум, обосновывающий необходимость защиты культурных и художественных ценностей, на языке своих государств вместе с подписями общественных деятелей, отметив в конце документа, что и в других государствах подобные предложения подписаны, а на самой конференции вручить копию меморандума на французском языке, подписанную всеми тремя обществами, приложив копии отдельных предложений. В сборе подписей общественных и культурных деятелей сам Рудзитис принял активнейшее участие.
Меморандум правительству Латвии был подан 23 апреля 1937 г., Эстонии - 24 апреля 1937 г., Литвы - 25 апреля 1937 г. В октябре 1937 года в Риге был созван Конгресс Балтийских рериховских обществ, который постановил создать при каждом обществе имени Рериха в балтийских государствах специальные комитеты Пакта Рериха.
Много трудов было положено и в организацию в октябре 1937 года посвящённого 50-летию деятельности Н. К. Рериха съезда рериховских Обществ Балтийских стран с открытием в Риге музея художника. Помимо приобретения и развешивания картин, подготовки каталогов и прочих хлопот необходимо было преодолевать ещё и бюрократические препятствия. При этом, даже получив разрешение на проведение мероприятия, его участники должны были терпеть присутствие членов политического Управления. Рефераты, тезисы, поздравления и приветствия участников съезда были собраны впоследствии в «Золотую книгу».
Конец 1930-х годов был наполнен для Рихарда Яковлевича борьбой и глубокими переживаниями от любого диссонанса в отношениях между членами Общества. Он занимался перерегистрацией Общества, что в условиях неоднозначного отношения правительственных кругов Латвии к личности Н. К. Рериха было делом непростым. После неоднократного посещения кабинетов чиновников разных ведомств, споров и убеждений разрешение на перерегистрацию, наконец, было дано. В феврале 1939 года Рудзитис получил его новый устав.
Высокой нотой среди этого напряжения звучит собранная им антология песен «Благословение любви». Настоящим благословением для Рихарда Яковлевича стало и появление на свет его третьей дочери Марите.
Со всей отдачей он продолжал заниматься пополнением коллекции открытого Музея, выпустил монографию о Н. К. Рерихе со статьями В. Иванова и Э. Голлербаха. Наконец, появились в Обществе и способные люди, которым Рудзитис смог передать издательские вопросы, больше посвящая себя философским вопросам и творчеству.
Летом 1940 года в Латвии к власти пришло коммунистическое правительство. Из-за отношения к Советскому государству и новому правительству в Обществе возникают некоторые разногласия, меняется правление. В августе 1940 года выходит указ о закрытии общественных организаций, на основании которого ликвидируются Общество и музей Рериха, картины передаются в художественный музей, Знамя Мира — Историческому музею, книги и документы правления — Государственному архиву. Часть наиболее ценного имущества членам Общества позволили заменить другим, часть, в основном книги, — выкупить. Рихард Яковлевич успел спасти и спрятать всю переписку и личные документы, часть уничтожил, опасаясь обысков. Трудно обстояли дела и с основной работой — в Государственной библиотеке. Его избирали в многочисленные комиссии, которые, по его мнению не облегчали, а скорее мешали и запутывали творческую работу учреждения.

### 1940-е годы
В 1941 году Вторая мировая война дошла и до Риги, поразив Рудзитиса «жестокостью, граничащей с безумием». При обстрелах Риги, просидев три дня в бомбоубежище, он с ужасом смотрел, как горит город, и пожар угрожает зданиям его библиотеки. При перерыве в стрельбе он на свой страх и риск вышел из укрытия, чтобы забрать спрятанный в библиотеке пакет с рукописями и другими бумагами.
Рудзитис пытался узнать у новых властей судьбу картин Н. К. Рериха и по возможности вернуть их, как принадлежащих авторам. В апреле 1943 года 42 картины были перевезены в Межапарк в дом бывшего члена Общества Мильды Рекстынь. Осенью 1943 года им вернули ещё четыре картины. С осени же в доме Рудзитисов начали собираться друзья, читались доклады, выписки из Учения Живой Этики, давались импровизированные концерты.
При этом Рихард Яковлевич много работал и читал: из Германии он выписал около 60 книг о научных вопросах и выдающихся личностях: (Оригене, Сен-Жермене, Акбаре, Конфуции, Платоне и др.). В этот период им были написаны очерки об Аспазии и Перикле, о перевоплощении («Века»), начали подбираться материалы для детской книги.
Переписывался и совершенствовался его Magnum opus — «Братство Святого Грааля», который он начал писать ещё в декабре 1935 года. В трудах над ним прошли 1947 и 1948 годы. Творчество было его спасением среди нелепостей и напряжений перестройки общественной жизни на советский лад. Новые власти запретили его книги «Прекрасной душе», «Николай Рерих — Водитель Культуры», «Записки пилигрима» и другие. И, как оказалось, это было только начало.

### В лагерях ГУЛАГа
18 апреля 1948 года в Межапарке Рихард Яковлевич был арестован. Его ценная многотысячная библиотека была вывезена и уничтожена, только несколько любимых книг его дочери Гунте удалось спасти. Также чудом сохранились дневники и рукописи, которые Рудзитис спрятал на чердаке родительского дома.
Следствие было крайне тяжёлым, с применением насилия. Но «врагом народа» Рихард Яковлевич себя не признал. Особым совещанием он был осуждён по статье 58.10 ч. 1, 2 на 10 лет заключения в лагере строгого режима в Коми АССР .
По дороге к месту заключения, в Инту Рудзитис попал в лазарет, а затем с диагнозом «сердечная недостаточность» в мужской инвалидный лагерь в Абези. Сначала он работал на общих началах и даже после заключения врачебной комиссии о переводе в бригаду «индивидуального труда» не сразу смог перейти к более лёгким работам. Все это требовало от него крайнего физического и нервного напряжения.
В условиях разложения и беспросветности лагерного существования Рихард Рудзитис сохранял присутствие духа и внутреннюю торжественность, стараясь хотя бы в письмах поддержать свою семью — через год, в 1949-м арестовали его жену Эллу.
Рихард просил присылать ему книги о культуре, науке, искусстве, этике; собирал газетные вырезки и щедро делился с солагерниками. Химическим карандашом на кусочках ткани писал свои эссе и стихи, которые, чтобы сохранить, подшивал на подклад одежды.
Творил он и в московской тюрьме, куда был доставлен для пересмотра его дела в 1954 году. После смерти Сталина 58-я статья была отменена, и Рудзитис смог вернуться домой. Здесь он первым делом стал хлопотать о реабилитации других рериховцев. Вскоре освободили и его спутницу жизни.

### Последние годы
После возвращения Рихард Яковлевич уже не мог вернуться на свою прежнюю работу в библиотеку и лишь время от времени делал переводы научных и литературных произведений.
1957 год принёс ему столь долгожданную встречу с Ю. Н. Рерихом, вернувшимся в СССР из Индии. Много раз Рудзитис потом ещё приезжал в Москву ради таких встреч. Одна из них была особо торжественной — 12 апреля 1958 года открылась в Москве выставка Н. К. Рериха, и более 10 картин для неё были получены из Риги. Всё это будто придало ему новые силы. Он много работал, преодолевая недомогания и плохое самочувствие: готовил рукописи: «Братство Святого Грааля», «На горе судьбы», «Миссия поэта», «Воин Грааля», «Матерь Агни-Йоги», «Бессмертные Лики» и «Построим гору», собирал разрозненные стихи, написанные с 1930-х по 1940-е годы в сборник «Огненные крылья», правил своё «Введение в Живую Этику».
В январе 1959 года он по рекомендации Ю. Н. Рериха спешно написал очерк «Космические струны в творчестве Николая Рериха». Подготовил и сборник для детей, написанный ещё в лагере — «По солнечной тропе». Его перевели на русский язык, и он разошёлся во множестве самиздатовских списков. Интенсивно работал Рихард Яковлевич и над своими «Введением в Живую Этику» и «Психической энергией — путеводной звездой человечества».
Тяжело восприняв смерть в мае 1960 года Юрия Рериха, Рудзитис ушёл из жизни 5 ноября 1960 года в возрасте 62 лет.
Рихард Рудзитис был похоронен на Лесном кладбище, а на надгробии, сделанном по эскизу его друга Л. Цесюлевича высечена надпись «Сердце, стремись к Утру».

## Сочинения

### Поэтические сборники
- Цветы страданий (1913), 1913
- Песни человека, 1922
- Мелодии пчёл (сборник переводов древнегреческих поэтов), 1927
- Прекрасной душе, 1933
- Красота духа, 1934
- Огненные крылья (1933—1942), 1958—1959
- На горе судьбы (1949—1958), 1958
- Сердце, спеши к Утру, 1959

### Поэтические антологии
- Святилище (др. вар. «В Храме»), 1925
- Благословение любви (песни), 1938
- Книга о Матери (включала также статьи по теме), 1932

### Рассказы
- Игра колоколов, 1923
- Радость Брамы, 1922
- Любовь жизни, 1922
- Неизвестное всеохватывающее, 1915
- Пробуждение Брамы, 1921
- Воитель и любовь, 1920
- Цветы страданий, 1914
- Товарищ по грусти, 1913
- Философ и роза, 1920
- Соната смерти, 1923
- Вечером, 1910
- Слишком поздно, 1912

### Романы
- Летний иней, 1914
- Наша молодёжь, 1913

### Пьесы
- Иван-дурак на королевском троне (пьеса-сказка), 1927

### Переводы
- Стихотворение «Призыв» (Шелли), 1922
- Стихотворение «Лаура у рояля» (Шиллер), 1922
- Пьеса «Ченчи» (Шелли), 1922
- Пьеса «Саньяси» (Р. Тагор), 1922
- Одноактная пьеса «Жертва» (Р. Тагор), 1921
- Пьеса «Король тёмного покоя» (Р. Тагор), 1921
- Поэма «Свет Азии» (Э. Арнольд), 1921
- Диалог «Проезжий и крестьянин» (Л. Толстой), 1920
- из Птолемея, 1920
- Гимн Афродите, 1920
- Стихотворение «Ипатия» (Паллад Александрийский), 1920
- Стихотворение «Серенада» (Феокрит), 1920
- из «Элегий» (Проперций), 1920
- Стихотворение «Афродита Аппелеса» (Леонид Тарентский), 1920
- «Анналы» (Тацит), 1920
- Стихотворение «Бессмертие» (Теогнид), 1920
- Стихотворение «Недостижимый для искусства» (Руфин), 1920
- Стихотворение «У колодца» (Теогнид), 1920
- Стихотворение «Стрелок» (Шиллер), 1910
- Стихотворение «Зимний вечер» (Пушкин), 1910
- Стихотворение «По струнам кокле» (из Верлена), 1915

### Очерки
- Записки пилигрима, 1923—1927
- Письма из Западной Европы, 1928
- Гимн духовной красоте (биографическая монография о Шелли), 1922
- Солнечная культура (о Р. Тагоре), 1923
- Певец детства (по Р. Тагору), 1922
- О национальном движении в Индии, 1921
- о Толстом и Соловьёве, 1920
- о Данте, 1921
- о цветах, 1921
- Обзор «Антигоны» Софокла в пер. Гезена, 1920
- Солнечные ритмы, 1922
- Аспазия и Перикл, 1947
- Николай Рерих — Водитель Культуры, 1936
- Сознание Красоты спасёт, 1936
- Века, 1947
- Космические струны в творчестве Николая Рериха, 1959
- Вечная Родина, 1947
- Миссия поэта, 1958
- Воин Грааля, 1948
- Матерь Агни-Йоги, 1960
- Бессмертные Лики, 1952
- Построим гору, 1944
- На горных тропах, 1932
- Огненное сердце, 1937
- О прекрасном и святом, 1930
- Твой брат, 1930
- Миссия матери, 1933
- Микалоюс Чюрленис, 1924—1935
- Одинокий, 1912
- Великое изумление, 1956
- Великие Друзья человечества, 1957

### Статьи
- Легкий жанр, 1928
- Роллан и вечность, 1928
- Роллан и женщина, 1926
- Этика художника, 1924—1925
- Европа в ночь ведьм, 1924
- Эпидемия лото, 1924
- Мысли у рождественской ёлки, 1923
- Может ли молодёжь жить без религии, 1923
- о Байроне, 1927
- Негативные тенденции в нашей новейшей поэзии, 1929
- На перекрёстках новой культуры, 1920
- Вопрос кинематографа, 1920
- Космическая гамма, 1928
- Мировая война и её судьи, 1924
- Музыка в воспитании греков, 1923
- Культура Красоты, 1934
- об «Урусвати», 1935
- Обзор об общине меноннитов, 1936
- Внесение предмета этики в программы школ, 1957
- Выставка памяти великого художника, 1958
- О жизненной правде в искусстве Рериха, 1958

### Рецензии
- на «Индию» Л. Берзиня, 1922
- на «Портреты» П. Розита, 1922
- «Певец детства» на «Растущий месяц» Р. Тагора, 1922
- на «Садовник» Р. Тагора, 1922

### Разное
- Диалог «Сын Земли и марсианин», 1928
- Драма «Украшение Лаумы», 1915
- Братство Святого Грааля, 1935—1958
- Мыслители и воители (сборник эссе о европейских деятелях культуры), 1934
- По солнечной тропе (сборник легенд для детей), 1959—1960
- Введение в Живую Этику, 1956—1958
- Психическая энергия — путеводная звезда человечества, 1958—1960
- Беседы с сердцем (сборник размышлений), 1952—1959
- Да воссияет свет! (сборник размышлений), 1954
- Роман в стихах «Сын лесника», 1910
- Повесть «Три пальмы», 1910
- Дневник одного школьника, 1913